# Campeonato Mundial de Atletismo em Pista Coberta de 2012 - Heptatlo masculino
A prova do heptatlo masculino do Campeonato Mundial de Atletismo em Pista Coberta de 2012 foi disputada entre 9 e 10 de março na Ataköy Athletics Arena em Istambul, Turquia.

## Recordes
Antes desta competição, os recordes mundiais e do campeonato nesta prova eram os seguintes:
|    | Nome         | Nacionalidade  | Pontos   | Local   | Data                   |
| -- | ------------ | -------------- | -------- | ------- | ---------------------- |
| WR | Ashton Eaton | Estados Unidos | 6568 pts | Tallinn | 6 de fevereiro de 2011 |
| CR | Dan O'Brien  | Estados Unidos | 6476 pts | Toronto | 14 de março de 1993    |

## Medalhistas
| Ouro               | Prata                  | Bronze                 |
| Ashton Eaton (USA) | Oleksiy Kasyanov (UKR) | Artem Lukyanenko (RUS) |

## Cronograma
| Data        | Hora  | Evento                  |
| ----------- | ----- | ----------------------- |
| 9 de março  | 11:35 | 60 metros               |
| 9 de março  | 00:35 | Salto em distância      |
| 9 de março  | 17:40 | Arremesso de peso       |
| 9 de março  | 18:50 | Salto em altura         |
| 10 de março | 9:30  | 60 metros com barreiras |
| 10 de março | 10:30 | Salto com vara          |
| 10 de março | 18:20 | 1000 m                  |
| 10 de março | 18:20 | Classificação final     |

## Resultados

### 60 metros
| Colocação | Atleta             | Nacionalidade  | Tempo | Pontos | Notas |
| --------- | ------------------ | -------------- | ----- | ------ | ----- |
| 1         | Ashton Eaton       | Estados Unidos | 6.79  | 958    |       |
| 2         | Ołeksij Kasjanow   | Ucrânia        | 6.87  | 929    |       |
| 3         | Yordani García     | Cuba           | 7.02  | 875    |       |
| 4         | Artiom Łukjanienko | Rússia         | 7.07  | 858    |       |
| 5         | Adam Helcelet      | Chéquia        | 7.19  | 816    |       |
| 6         | Mikk Pahapill      | Estónia        | 7.27  | 789    | SB    |
| 7         | Ilja Szkurieniow   | Rússia         | 7.39  | 749    |       |
| 8         | Andrej Krauczanka  | Bielorrússia   | 7.46  | 726    |       |

### Salto em distância
| Colocação. | Atleta             | Nacionalidade  | #1   | #2   | #3   | Distância | Pontos | Notas | Pontuação geral 2/5 |
| ---------- | ------------------ | -------------- | ---- | ---- | ---- | --------- | ------ | ----- | ------------------- |
| 1          | Ashton Eaton       | Estados Unidos | 8.16 | x    | —    | 8.16      | 1102   | PB    | 2060                |
| 2          | Ołeksij Kasjanow   | Ucrânia        | 7.62 | x    | 7.68 | 7.68      | 980    |       | 1909                |
| 3          | Ilja Szkurieniow   | Rússia         | 7.30 | 7.50 | x    | 7.50      | 935    | PB    | 1684                |
| 4          | Artiom Łukjanienko | Rússia         | 7.26 | 7.38 | 7.17 | 7.38      | 905    | PB    | 1763                |
| 5          | Andrej Krauczanka  | Bielorrússia   | x    | 7.36 | x    | 7.36      | 900    |       | 1626                |
| 6          | Adam Helcelet      | Chéquia        | x    | 7.24 | 7.05 | 7.24      | 871    |       | 1687                |
| 7          | Mikk Pahapill      | Estónia        | 6.74 | 6.70 | x    | 6.74      | 753    |       | 1542                |
| 8          | Yordani García     | Cuba           | x    | 6.48 | 6.64 | 6.64      | 729    | SB    | 1604                |

### Arremesso de peso
| Colocação | Atleta             | Nacionalidade  | #1    | #2    | #3    | Distância | Pontos | Notas | Pontuação geral 3/7 |
| --------- | ------------------ | -------------- | ----- | ----- | ----- | --------- | ------ | ----- | ------------------- |
| 1         | Ołeksij Kasjanow   | Ucrânia        | 15.24 | 14.76 | 14.61 | 15.24     | 804    |       | 2713                |
| 2         | Andrej Krauczanka  | Bielorrússia   | 14.71 | 14.61 | 14.90 | 14.90     | 784    | SB    | 2410                |
| 3         | Ashton Eaton       | Estados Unidos | x     | 13.89 | 14.56 | 14.56     | 763    | SB    | 2823                |
| 4         | Mikk Pahapill      | Estónia        | 14.54 | 14.11 | 14.48 | 14.54     | 761    |       | 2303                |
| 5         | Artiom Łukjanienko | Rússia         | 13.19 | 14.35 | x     | 14.35     | 750    |       | 2513                |
| 6         | Yordani García     | Cuba           | 14.18 | x     | x     | 14.18     | 739    | SB    | 2343                |
| 7         | Adam Helcelet      | Chéquia        | 13.97 | 13.97 | 14.04 | 14.04     | 731    |       | 2418                |
| 8         | Ilja Szkurieniow   | Rússia         | 12.62 | 13.06 | 13.39 | 13.39     | 691    | PB    | 2375                |

### Salto em altura
| Colocação | Atleta             | Nacionalidade  | 1.88 | 1.91 | 1.94 | 1.97 | 2.00 | 2.03 | 2.06 | 2.09 | Resultado | Pontos | Notas | Pontuação geral 4/7 |
| --------- | ------------------ | -------------- | ---- | ---- | ---- | ---- | ---- | ---- | ---- | ---- | --------- | ------ | ----- | ------------------- |
| 1         | Adam Helcelet      | Chéquia        | –    | o    | –    | o    | xo   | xxo  | o    | xxx  | 2.06      | 859    | PB    | 3277                |
| 2         | Yordani García     | Cuba           | –    | o    | o    | xo   | o    | o    | xo   | xxx  | 2.06      | 859    | SB    | 3202                |
| 3         | Ashton Eaton       | Estados Unidos | –    | o    | o    | o    | o    | o    | –    | xxx  | 2.03      | 831    | SB    | 3654                |
| 3         | Andrej Krauczanka  | Bielorrússia   | –    | o    | –    | o    | o    | o    | xxx  |      | 2.03      | 831    | SB    | 3241                |
| 5         | Ilja Szkurieniow   | Rússia         | o    | o    | o    | o    | xxo  | o    | xxx  |      | 2.03      | 831    |       | 3206                |
| 6         | Ołeksij Kasjanow   | Ucrânia        | –    | xo   | o    | o    | xxx  |      |      |      | 1.97      | 776    |       | 3489                |
| 6         | Artiom Łukjanienko | Rússia         | –    | xo   | o    | o    | xxx  |      |      |      | 1.97      | 776    |       | 3289                |
| 8         | Mikk Pahapill      | Estónia        | –    | o    | xxo  | xxx  |      |      |      |      | 1.94      | 749    | SB    | 3052                |

### 60 metros com barreiras
| Colocação | Atleta             | Nacionalidade  | Distância | Pontos | Resultados | Pontuação geral 5/7 |
| --------- | ------------------ | -------------- | --------- | ------ | ---------- | ------------------- |
| 1         | Ashton Eaton       | Estados Unidos | 7.68      | 1064   |            | 4718                |
| 2         | Ilja Szkurieniow   | Rússia         | 8.10      | 957    | PB         | 4163                |
| 3         | Artiom Łukjanienko | Rússia         | 8.13      | 949    |            | 4238                |
| 4         | Yordani García     | Cuba           | 8.13      | 949    | SB         | 4151                |
| 5         | Adam Helcelet      | Chéquia        | 8.16      | 942    |            | 4219                |
| 6         | Andrej Krauczanka  | Bielorrússia   | 8.21      | 930    | SB         | 4171                |
| 7         | Ołeksij Kasjanow   | Ucrânia        | 8.39      | 886    |            | 4375                |
| 8         | Mikk Pahapill      | Estónia        | DNF       | 0      |            | 3052                |

### Salto com vara
| Colocação | Atleta             | Nacionalidade  | Altura | Pontos | Notas | Pontuação geral 6/7 |
| --------- | ------------------ | -------------- | ------ | ------ | ----- | ------------------- |
| 1         | Ashton Eaton       | Estados Unidos | 5.20   | 972    | SB    | 5690                |
| 2         | Artiom Łukjanienko | Rússia         | 5.00   | 910    | PB    | 5148                |
| 3         | Ilja Szkurieniow   | Rússia         | 4.90   | 880    |       | 5043                |
| 4         | Ołeksij Kasjanow   | Ucrânia        | 4.80   | 849    | SB    | 5224                |
| 5         | Andrej Krauczanka  | Bielorrússia   | 4.80   | 849    | SB    | 5020                |
| 6         | Adam Helcelet      | Chéquia        | 4.70   | 819    |       | 5038                |
| 7         | Yordani García     | Cuba           | 4.60   | 790    |       | 4941                |
|           | Mikk Pahapill      | Estónia        | DNS    |        |       |                     |

### 1000 metros
| Colocação | Atleta             | Nacionalidade  | Tempo   | Pontos | Notas |
| --------- | ------------------ | -------------- | ------- | ------ | ----- |
| 1         | Ashton Eaton       | Estados Unidos | 2:32.78 | 955    |       |
| 2         | Ilja Szkurieniow   | Rússia         | 2:41.66 | 855    | PB    |
| 3         | Ołeksij Kasjanow   | Ucrânia        | 2:42.41 | 847    |       |
| 4         | Adam Helcelet      | Chéquia        | 2:43.05 | 840    | PB    |
| 5         | Artiom Łukjanienko | Rússia         | 2:44.82 | 821    | PB    |
| 6         | Yordani García     | Cuba           | 2:50.21 | 763    |       |
| 7         | Andrej Krauczanka  | Bielorrússia   | 2:53.83 | 726    |       |

### Classificação final
| Colocação         | Atleta             | Nacionalidade  | Pontuação | Notas |
| ----------------- | ------------------ | -------------- | --------- | ----- |
| Medalha de ouro   | Ashton Eaton       | Estados Unidos | 6645      | WR    |
| Medalha de prata  | Ołeksij Kasjanow   | Ucrânia        | 6071      |       |
| Medalha de bronze | Artiom Łukjanienko | Rússia         | 5969      |       |
| 4                 | Ilja Szkurieniow   | Rússia         | 5898      |       |
| 5                 | Adam Helcelet      | Chéquia        | 5878      |       |
| 6                 | Andrej Krauczanka  | Bielorrússia   | 5746      |       |
| 7                 | Yordani García     | Cuba           | 5704      |       |
|                   | Mikk Pahapill      | Estónia        | DNF       |       |

Legenda
| Recorde mundial       | Recorde mundial (World record)               |                       | Recorde africano                      | Recorde africano (African) |                                           | Q | Classificado por posição (Qualified) |
| Recorde do campeonato | Recorde do campeonato (Championship record)  | Recorde da América    | Recorde da América (Americas)         | q                          | Classificado por melhor tempo (Qualified) |   |                                      |
| Melhor marca do ano   | Melhor marca do ano (World leading)          | Recorde asiático      | Recorde asiático (Asian)              | DNS                        | Não largou (Did not start)                |   |                                      |
| Recorde nacional      | Recorde nacional (National record)           | Recorde europeu       | Recorde europeu (European)            | DNF                        | Não terminou (Did not finish)             |   |                                      |
| Recorde pessoal       | Recorde pessoal do atleta (Personal best)    | Recorde da Oceania    | Recorde da Oceania (Oceania)          | DSQ / DQ                   | Desclassificado (Disqualified)            |   |                                      |
| Recorde da temporada  | Recorde da temporada do atleta (Season best) | Recorde sul-americano | Recorde sul-americano (South America) | NM                         | Sem marca (No mark)                       |   |                                      |